# Джеймі Аллен (футболіст, 1995)
Джеймі Пол Аллен (англ. Jamie Paul Allen; нар. 25 травня 1995, Сіті-оф-Престон, Англія) — англійський та монсерратський футболіст, нападник нижчолігового англійського клубу «Галіфакс Таун».

## Клубна кар'єра

### «Флітвуд Таун»
Футбольну кар'єру розпочав у «Флітвуд Таун», у 2013 році дебютував у Футбольній лізі Англії. Виступав в оренді в нижчолігових клубах «Барроу» та «АФК Файлд», перш ніж у 2015 році отримав статус вільного агента. У футболці «Армії тріски» зіграв 5 матчів, в яких відзначився 1 голом.

### «Саутпорт»
Незабаром після відходу з клубу підписав контракт з «Саутпортом». У своєму першому сезоні в новій команді відзначився 4-ма голами.

### «Дувр Атлетік»
Після вильоту «Саутпорта» до нижчого дивізіону за підсумками сезону 2016/17 років, Аллен за невідому плату перебрався до представника Національної ліги «Дувр Атлетік». Дебютував за клуб 5 серпня 2017 року в переможному (1:0) поєдинку 1-го туру проти «Гартлпул Юнайтед», в якому відзначився єдиним голом у матчі.

### «Галіфакс Таун»
Розірвавши контракт за згодою сторін з «Дувр Атлетік», 9 липня 2019 року уклав договір з «Галіфакс Таун».

## Кар'єра в збірній
У листопаді 2019 року отримав дебютний виклик до національної збірної Монсеррату, у футболці якої дебютував 16 листопада 2019 року в поєдинку проти Сальвадору.

## Статистика виступів

### У збірній
| Дата       | Місто         | Господарі         | Результат | Гості      | Турнір                                        | Голи | Примітки |
| ---------- | ------------- | ----------------- | --------- | ---------- | --------------------------------------------- | ---- | -------- |
| 16-11-2019 | Сан-Сальвадор | Сальвадор         | 1 – 0     | Монтсеррат | Ліга націй КОНКАКАФ 2019-2020 - Груповий етап | -    |          |
| 19-11-2019 | Грос Іслет    | Сент-Люсія        | 0 – 1     | Монтсеррат | Ліга націй КОНКАКАФ 2019-2020 - Груповий етап | -    |          |
| 24-3-2021  | Віллемстад    | Антигуа і Барбуда | 2 – 2     | Монтсеррат | Відбір до ЧС 2022                             | -    |          |
| 29-3-2021  | Віллемстад    | Монтсеррат        | 1 – 1     | Сальвадор  | Відбір до ЧС 2022                             | -    |          |
| Усього     |               | Матчів            | 4         |            | Голів                                         | 0    |          |